# Коморно стубне методе откопавања
Коморно стубне методе откопавања су методе откопавања руде са самоносећом конструкцијом.
Постоје две врсте коморно стубног откопавања:
- Коморно стубна метода фронталног откопавања
- Коморно стубна метода етажног откопавања

Плочаста лежишта, која залежу хоризонтално, или су благо нагнута (испод 20°), малих, сасвим малих и средњих дебљина (до 20 m) откопавају се коморно стубним методама фронталног откопавања. Лежишта са већом дебљином или каткад мања изометрична лежишта могу се откопавати коморно стубним методама етажног откопавања.
Ове методе карактеришу релативно велики губици у заштитним стубовима, мало осиромашење, високи учинци и мали трошкови копања.

## Коморно стубна метода фронталног откопавања
Ова метода откопавања подразумева да се одједном нападне цео профил, од кровине до подине, рудног тела. У зависности од величине, лежиште може бити подељено у откопне блокове или комплетно може бити један блок. У зависности од редоследа, откопавање може да буде наступно или у повлачењу. Наступно откопавање је када се са откопавањем почне са места где је транспортни ходник ушао у руду.
Откопавање у повлачењу подразумева да се са откопавањем почиње са локације где је транспортни ходник изашао из руде. Сигурносни стубови могу бити у правилном распореду са сталним димензијама и обликом или пак могу бити са променљивим димензијама и обликом.

## Коморно стубна метода етажног откопавања
Коморно стубна метода етажног откопавања подразумева примену код рудних тела која стрмо залежу и имају веће димензије. Код ове методе стубови су знатно виши. Када рудно тело по паду премашује висину једно откопа, онда се оставља кровна плоча па се испод ње формира нови откоп.
Подразумева се да стубови на различитим нивоима морају бити тачно један испод другог. Руда се откопава одозго надоле.